# Эгюранд (Эндр)
Эгюра́нд (фр. Aigurande) — коммуна во Франции, в регионе Центр, департамент Эндр. Население — 1684 человек (2006). Административный центр кантона Эгюранд.
Коммуна расположена на расстоянии около 280 км к югу от Парижа, 165 км к югу от Орлеана, 45 км к югу от Шатору.

## История
Название города происходит от гальского слова «Equoranda» — название реки или ручья, разделявшего два Гальских племени: пиктонов(пиктавов) фр. Pictons и фр. Bituriges

## География
Река фр. la Bouzanne берёт своё начало в этой коммуне.